# Saison 4 de The Americans
Chronologie
Saison 3 Saison 5
Cet article présente le guide des épisodes de la quatrième saison de la série télévisée américaine The Americans.

## Généralités
- Aux États-Unis, cette saison a été diffusée du 16 mars 2016 au 8 juin 2016 sur FX.
- Au Canada, elle a été diffusée en simultané sur FX Canada.

## Distribution

### Acteurs principaux
- Matthew Rhys (VF : Arnaud Arbessier) : Phillip Jennings
- Keri Russell (VF : Barbara Delsol) : Elizabeth Jennings
- Noah Emmerich (VF : Michel Dodane) : agent du FBI Stan Beeman
- Keidrich Sellati (VF : Samuel Bellonie) : Henry Jennings
- Holly Taylor (VF : Clara Quilichini) : Paige Jennings
- Annet Mahendru (VF : Véronique Desmadryl) : Nina
- Alison Wright (VF : Marjorie Frantz) : Martha Hanson
- Costa Ronin (VF : Miglen Mirtchev) : Oleg Igorevich Burov
- Richard Thomas (VF : Pierre Tessier) : agent Frank Gaad, superviseur du FBI
- Brandon J. Dirden (en) (VF : Serge Faliu) : agent du FBI Dennis Aderholt

### Acteurs récurrents
- Frank Langella (VF : Féodor Atkine) : Gabriel, l'ancien superviseur du KGB auprès des Jennings[1]
- Kelly AuCoin (VF : Fabien Jacquelin) : Pasteur Tim
- Susan Misner (VF : Juliette Degenne) : Sandra Beeman
- Ruthie Ann Miles (en) (VF : Véronique Picciotto) : Young-Hee Soung, nouvelle amie d'Elizabeth
- Callie Thorne (VF : Dominique Vallée) : Tori
- Margo Martindale (VF : Coco Noël) : Claudia, superviseure des Jennings
- Peter Mark Kendall (VF : Hervé Grull) : Hans
- Vera Cherny : Tatiana Evgenyevna

## Épisodes

### Épisode 1:Agent pathogène
- États-Unis /  Canada : 16 mars 2016 sur FX[2] / FX Canada
- France : 17 décembre 2016 sur Canal+ Séries
- Belgique : 28 janvier 2017 sur Be 1
- Suisse : 17 juillet 2017 sur RTS Deux[3]
- Québec : 10 janvier 2018 sur AddikTV[4]

- États-Unis : 1,113 million de téléspectateurs[5] (première diffusion)

### Épisode 2:Pasteur Tim
- États-Unis /  Canada : 23 mars 2016 sur FX / FX Canada
- France : 17 décembre 2016 sur Canal+ Séries
- Belgique : 28 janvier 2017 sur Be 1
- Suisse : 17 juillet 2017 sur RTS Deux
- Québec : 17 janvier 2018 sur AddikTV

- États-Unis : 933 000 téléspectateurs[6] (première diffusion)

### Épisode 3:EPCOT
- États-Unis /  Canada : 30 mars 2016 sur FX / FX Canada
- France : 18 décembre 2016 sur Canal+ Séries
- Belgique : 4 février 2017 sur Be 1
- Suisse : 24 juillet 2017 sur RTS Deux
- Québec : 24 janvier 2018 sur AddikTV

- États-Unis : 820 000 téléspectateurs[7] (première diffusion)

### Épisode 4:Effets secondaires
- États-Unis /  Canada : 6 avril 2016 sur FX / FX Canada
- France : 18 décembre 2016 sur Canal+ Séries
- Belgique : 4 février 2017 sur Be 1
- Suisse : 24 juillet 2017 sur RTS Deux
- Québec : 31 janvier 2018 sur AddikTV

- États-Unis : 1,037 million de téléspectateurs[8] (première diffusion)

### Épisode 5:Chez Clark
- États-Unis /  Canada : 13 avril 2016 sur FX / FX Canada
- France : 18 décembre 2016 sur Canal+ Séries
- Belgique : 11 février 2017 sur Be 1
- Suisse : 31 juillet 2017 sur RTS Deux
- Québec : 7 février 2018 sur AddikTV

- États-Unis : 885 000 téléspectateurs[9] (première diffusion)

### Épisode 6:La Taupe
- États-Unis /  Canada : 20 avril 2016 sur FX / FX Canada
- France : 18 décembre 2016 sur Canal+ Séries
- Belgique : 11 février 2017 sur Be 1
- Suisse : 31 juillet 2017 sur RTS Deux
- Québec : 14 février 2018 sur AddikTV

- États-Unis : 902 000 téléspectateurs[10] (première diffusion)

### Épisode 7:Agents de voyage
- États-Unis /  Canada : 27 avril 2016 sur FX / FX Canada
- France : 18 décembre 2016 sur Canal+ Séries
- Belgique : 18 février 2017 sur Be 1
- Suisse : 7 août 2017 sur RTS Deux
- Québec : 21 février 2018 sur AddikTV

- États-Unis : 895 000 téléspectateurs[11] (première diffusion)

### Épisode 8:La Disparition de la Statue de la Liberté
- États-Unis /  Canada : 4 mai 2016 sur FX / FX Canada
- France : 18 décembre 2016 sur Canal+ Séries
- Belgique : 18 février 2017 sur Be 1
- Suisse : 7 août 2017 sur RTS Deux
- Québec : 28 février 2018 sur AddikTV

- États-Unis : 1,021 million de téléspectateurs[12] (première diffusion)

### Épisode 9:Le Jour d'après
- États-Unis /  Canada : 11 mai 2016 sur FX / FX Canada
- France : 18 décembre 2016 sur Canal+ Séries
- Belgique : 25 février 2017 sur Be 1
- Suisse : 21 août 2017 sur RTS Deux
- Québec : 7 mars 2018 sur AddikTV

- États-Unis : 895 000 téléspectateurs[13] (première diffusion)

### Épisode 10:Munchkins
- États-Unis /  Canada : 18 mai 2016 sur FX / FX Canada
- France : 18 décembre 2016 sur Canal+ Séries
- Belgique : 25 février 2017 sur Be 1
- Suisse : 21 août 2017 sur RTS Deux
- Québec : 14 mars 2018 sur AddikTV

- États-Unis : 817 000 téléspectateurs[14] (première diffusion)

### Épisode 11:Sept à table
- États-Unis /  Canada : 25 mai 2016 sur FX / FX Canada
- France : 18 décembre 2016 sur Canal+ Séries
- Belgique : 4 mars 2017 sur Be 1
- Suisse : 28 août 2017 sur RTS Deux
- Québec : 21 mars 2018 sur AddikTV

- États-Unis : 805 000 téléspectateurs[15] (première diffusion)

### Épisode 12:Un restaurant à Franconia
- États-Unis /  Canada : 1er juin 2016 sur FX / FX Canada
- France : 18 décembre 2016 sur Canal+ Séries
- Belgique : 4 mars 2017 sur Be 1
- Suisse : 28 août 2017 sur RTS Deux
- Québec : 28 mars 2018 sur AddikTV

- États-Unis : 929 000 téléspectateurs[16] (première diffusion)

### Épisode 13:Que les armes nucléaires rouillent en paix
- États-Unis /  Canada : 8 juin 2016 sur FX[17] / FX Canada
- France : 18 décembre 2016 sur Canal+ Séries
- Belgique : 4 mars 2017 sur Be 1
- Suisse : 28 août 2017 sur RTS Deux
- Québec : 4 avril 2018 sur AddikTV

- États-Unis : 768 000 téléspectateurs[18] (première diffusion)